# 報攤

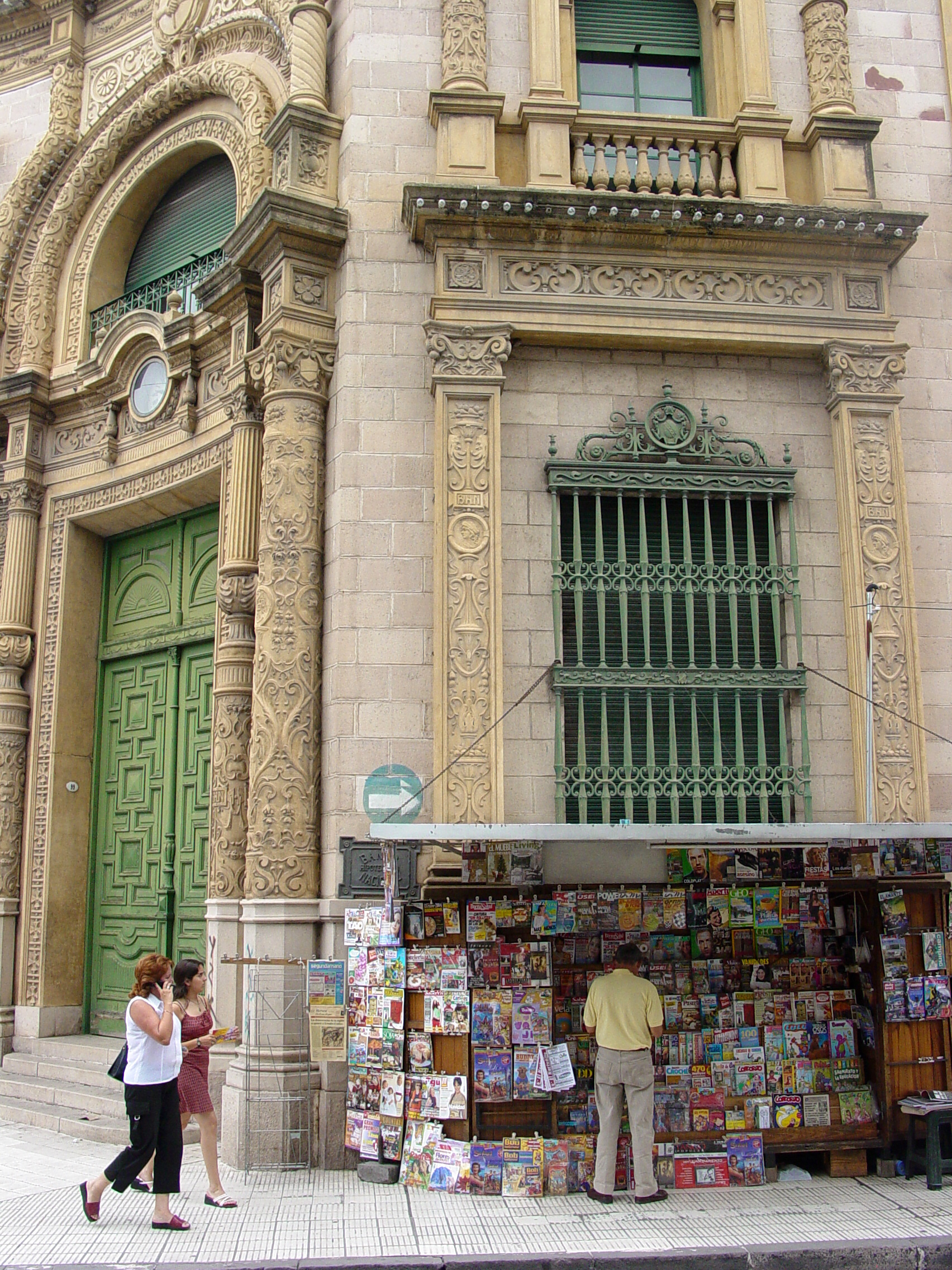
阿根廷的報攤

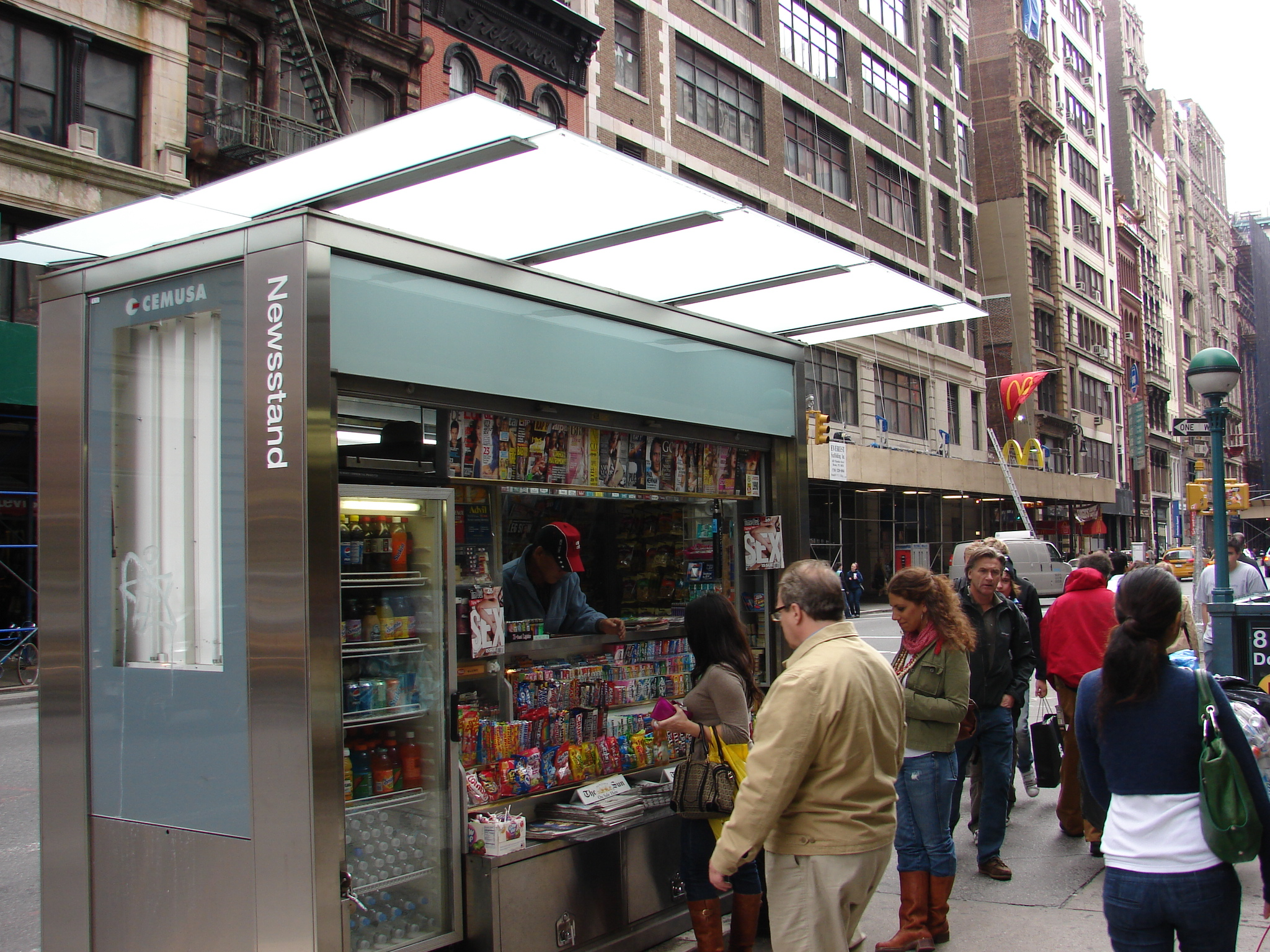
在紐約街頭的報攤

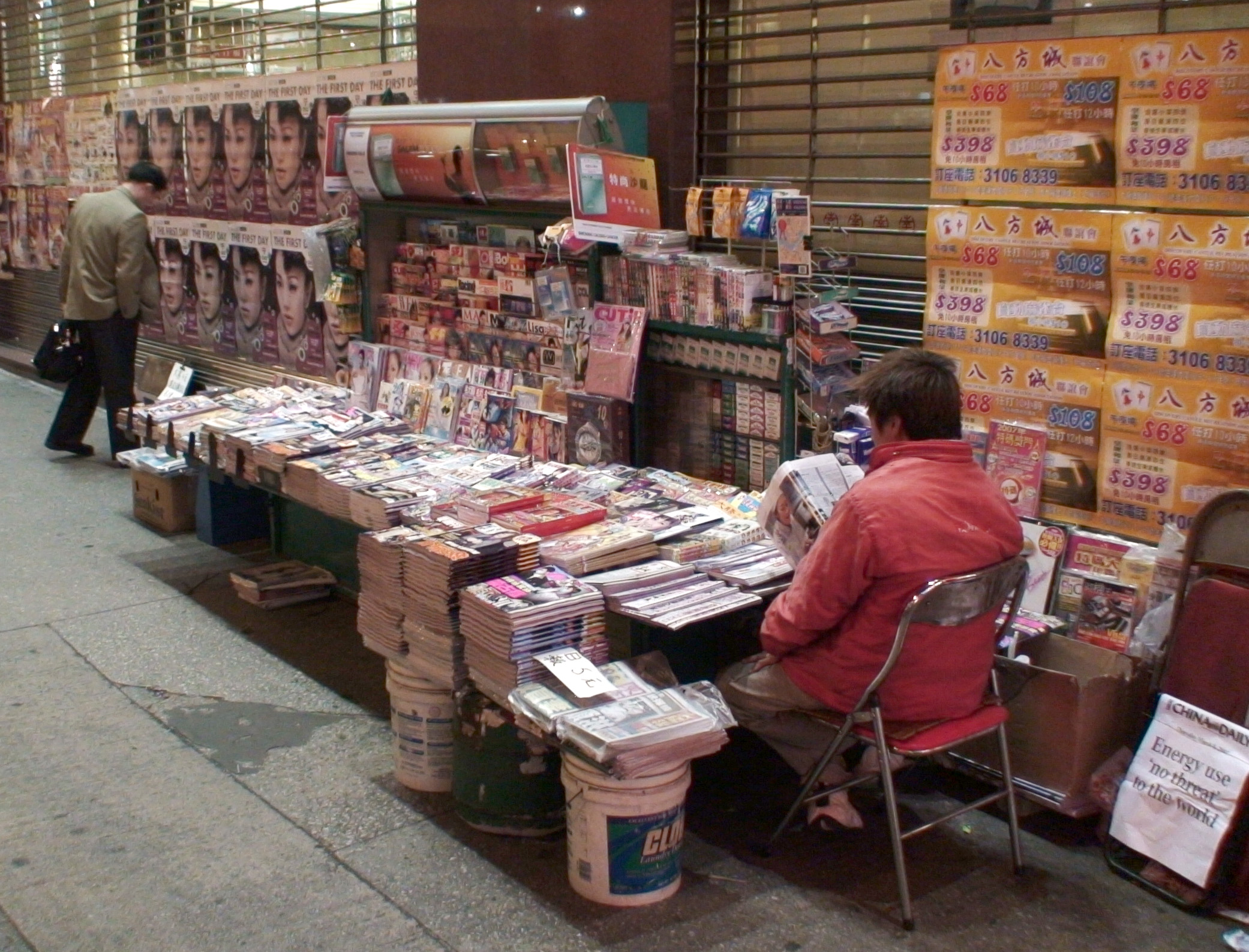
位於香港街頭的報攤

報攤，在香港常稱之報紙檔，主要是街頭販賣報紙及雜誌，通常兼賣香煙、打火機、口香糖、飲料、獨立包裝紙巾仔等。報紙檔常見於人流多的街道、機場、火車站、酒樓門口等。由於便利店的普及和數碼媒體的興起，報攤於各大城市都的數量已經大不如前。

## 香港概況
報攤在香港已有悠久歷史，第一個流動報攤出現於1904年，位置在山頂纜車的花園道站。報館在該處設立報紙檔是原因是因為早期的報紙是英文，而半山和山頂的居民大部份為外籍人士。在報紙檔出現之前，報紙是由報販以沿途叫賣的方式售賣。
香港的報紙檔在1960年代已經有所規範，設計是由當時一名駐守深水埗的外籍警司John Browett所草擬，後來更於《政府憲報》正式公佈。在60、70年代，香港市區的街頭隨處可以看到報紙檔。尤其是茶樓的門口，家長去飲茶前，順便在報紙檔買一份報紙，而年幼的子女則會買《老夫子》或《兒童樂園》等流行刊物。可是，報紙檔這種街頭文化隨著媒體網路化的興起，已經日漸式微。加上近年免費報章的出現及連鎖店速銷手法的競爭，導致報紙檔逐漸於街頭上消失。
香港報攤可售賣的物品有12種，紙巾、香煙、打火機、糖果、香口膠、涼果、電池和原子筆，樽裝蒸餾水、小飾物、利是封及流動電話儲值卡。
街頭販賣在香港已有悠久歷史，雖然這類活動某程度上可利便市民購物，但亦會帶來環境衞生、噪音滋擾及阻塞公眾通道等問題。以2011年11月計算，全港持牌報販數目為540個，市政局自一九七〇年代起，在一般情況下已不再簽發新的小販牌照，而已簽發小販牌照的繼承和轉讓亦有嚴格限制，目的是藉自然淘汰逐步減少小販數目。

## 資料來源
1. ↑  呂嘉麗. . 香港01. 2017-05-26  [2020-01-23]. （原始内容存档于2020-10-26）.
2. 1 2  .   [2011-01-10]. （原始内容存档于2019-06-08）.
3. ↑  立法會二題：報販牌照 （页面存档备份，存于）香港政府新聞網 2011年11月16日

## 參看
- 便利店
- 報紙售賣機